# Squadra cilena di Coppa Davis
La squadra cilena di Coppa Davis rappresenta il Cile nella Coppa Davis, ed è posta sotto l'egida della Federazione Cilena di Tennis.
La squadra partecipa alla competizione dal 1928, e ad oggi il suo miglior risultato è la finale del 1976, persa 4-1 contro l'Italia a Santiago del Cile.

## Organico 2024
Vengono di seguito illustrati i convocati per ogni singolo turno della Coppa Davis 2024. A sinistra dei nomi la nazione affrontata e il risultato finale. Fra parentesi accanto ai nomi, il ranking del giocatore nel momento della disputa degli incontri (la "d" indica che il ranking corrisponde alla specialità del doppio).
| Qualificazioni Gruppo Mondiale | Qualificazioni Gruppo Mondiale                                                                                  |
| Perù (3-2)                     | Nicolás Jarry (20) Alejandro Tabilo (54) Cristian Garín (89) Marcelo Tomas Barrios Vera (107) Matías Soto (629) |
| ------------------------------ | --- |

| Gruppo Mondiale - Round Robin | Gruppo Mondiale - Round Robin | Gruppo Mondiale - Round Robin | Gruppo Mondiale - Round Robin                                                                                    |
| Stati Uniti (0-3)             | Germania (0-3)                | Slovacchia (2-1)              | Alejandro Tabilo (22) Cristian Garín (28) Nicolás Jarry (115) Marcelo Tomas Barrios Vera (162) Matías Soto (311) |
| ----------------------------- | ----------------------------- | ----------------------------- | --- |

## Risultati
= Incontro del Gruppo Mondiale

### 2010-2019
| Anno | Turno                          | Data            | Sede                | Avversario      | Punteggio | Esito     |
| ---- | ------------------------------ | --------------- | ------------------- | --------------- | --------- | --------- |
| 2010 | Gruppo Mondiale, 1º turno      | 6-8 marzo       | Coquimbo (CHL)      | Israele         | 4–1       | Vittoria  |
| 2010 | Gruppo Mondiale, Quarti        | 9-11 luglio     | Coquimbo (CHL)      | Rep. Ceca       | 1–4       | Sconfitta |
| 2011 | Gruppo Mondiale, 1º turno      | 4-6 marzo       | Santiago (CHL)      | Stati Uniti     | 1–3       | Sconfitta |
| 2011 | Spareggi Gruppo Mondiale       | 16-18 settembre | Santiago (CHL)      | Italia          | 1–4       | Sconfitta |
| 2012 | Gruppo I, 2º turno             | 6-8 aprile      | Montevideo (URY)    | Uruguay         | 3–1       | Vittoria  |
| 2012 | Spareggi Gruppo Mondiale       | 14-16 settembre | Napoli (ITA)        | Italia          | 1–4       | Sconfitta |
| 2013 | Gruppo I, 2º turno             | 5-7 aprile      | Manta (ECU)         | Ecuador         | 2–3       | Sconfitta |
| 2013 | Gruppo I, Playoff 2º turno     | 13-15 settembre | Santo Domingo (DOM) | Rep. Dominicana | 1–4       | Sconfitta |
| 2014 | Gruppo II, 1º turno            | 31 gen.-2 feb.  | Bridgetown (BRB)    | Barbados        | 2–3       | Sconfitta |
| 2014 | Gruppo II, Playoff             | 4-6 aprile      | Santiago (CHL)      | Paraguay        | 5–0       | Vittoria  |
| 2015 | Gruppo II, 1º turno            | 6-8 marzo       | Santiago (CHL)      | Perù            | 5–0       | Vittoria  |
| 2015 | Gruppo II, 2º turno            | 17-19 luglio    | Talcahuano (CHL)    | Messico         | 5–0       | Vittoria  |
| 2015 | Gruppo II, 3º turno            | 18-20 settembre | Santiago (CHL)      | Venezuela       | 5–0       | Vittoria  |
| 2016 | Gruppo I, 1º turno             | 4-6 marzo       | Santiago (CHL)      | Rep. Dominicana | 5–0       | Vittoria  |
| 2016 | Gruppo I, 2º turno             | 17-19 luglio    | Iquique (CHL)       | Colombia        | 3–1       | Vittoria  |
| 2016 | Spareggi Gruppo Mondiale       | 16-18 settembre | Halifax (CAN)       | Canada          | 0–5       | Sconfitta |
| 2017 | Gruppo I, 1º turno             | 3-5 febbraio    | Santo Domingo (DOM) | Rep. Dominicana | 5–0       | Vittoria  |
| 2017 | Gruppo I, 2º turno             | 7-9 aprile      | Medellín (COL)      | Colombia        | 1–3       | Sconfitta |
| 2018 | Gruppo I, 1º turno             | 1-3 febbraio    | Santiago (CHL)      | Ecuador         | 3–1       | Vittoria  |
| 2018 | Gruppo I, 2º turno             | 5-7 aprile      | San Juan (ARG)      | Argentina       | 2–3       | Sconfitta |
| 2019 | Qualificazioni Gruppo Mondiale | 1-2 febbraio    | Salisburgo (AUT)    | Austria         | 3–2       | Vittoria  |
| 2019 | Gruppo Mondiale Round Robin    | 19 novembre     | Madrid (ESP)        | Argentina       | 0–3       | Sconfitta |
| 2019 | Gruppo Mondiale Round Robin    | 21 novembre     | Madrid (ESP)        | Germania        | 1–2       | Sconfitta |

### 2020-2029
| Anno | Turno                           | Data                 | Sede               | Avversario  | Punteggio | Esito     |
| ---- | ------------------------------- | -------------------- | ------------------ | ----------- | --------- | --------- |
| 2021 | Qualificazioni Gruppo Mondiale  | 6-7 marzo 2020       | Stoccolma (SWE)    | Svezia      | 1-3       | Sconfitta |
| 2021 | Gruppo I, Turno principale      | 17-18 settembre 2021 | Bratislava (SVK)   | Slovacchia  | 1-3       | Sconfitta |
| 2022 | Gruppo I, Playoff               | 4-5 marzo            | Viña del Mar (CHL) | Slovenia    | 4-0       | Vittoria  |
| 2022 | Gruppo I, Turno principale      | 17-18 settembre      | Lima (PER)         | Perù        | 3-2       | Vittoria  |
| 2023 | Gruppo Mondiale, Qualificazioni | 4-5 febbraio         | La Serena (CHL)    | Kazakistan  | 3-1       | Vittoria  |
| 2023 | Gruppo Mondiale, Round Robin    | 12 settembre         | Bologna (ITA)      | Svezia      | 3-0       | Vittoria  |
| 2023 | Gruppo Mondiale, Round Robin    | 15 settembre         | Bologna (ITA)      | Italia      | 0-3       | Sconfitta |
| 2023 | Gruppo Mondiale, Round Robin    | 16 settembre         | Bologna (ITA)      | Canada      | 1-2       | Sconfitta |
| 2024 | Gruppo Mondiale, Qualificazioni | 3-4 febbraio         | Santiago (CHL)     | Perù        | 3-2       | Vittoria  |
| 2024 | Gruppo Mondiale, Round Robin    | 11 settembre         | Zhuhai (CHN)       | Stati Uniti | 0-3       | Sconfitta |
| 2024 | Gruppo Mondiale, Round Robin    | 12 settembre         | Zhuhai (CHN)       | Germania    | 0-3       | Sconfitta |
| 2024 | Gruppo Mondiale, Round Robin    | 15 settembre         | Zhuhai (CHN)       | Slovacchia  | 2-1       | Vittoria  |

## Statistiche giocatori
Di seguito la classifica dei tennisti cileni con almeno una partecipazione in Coppa Davis, ordinati in base al numero di vittorie. In caso di parità si tiene conto del maggior numero di incontri disputati; in caso di ulteriore parità viene dato più valore agli incontri in singolare; come quarto e ultimo criterio viene considerata la data d'esordio. In grassetto quelli tuttora in attività.

Aggiornato alla Coppa Davis 2025 (Belgio-Cile 3-1).
| #  | Tennista                   | Singolare | Doppio | Totale |
| -- | -------------------------- | --------- | ------ | ------ |
| 1  | Luis Ayala                 | 27-6      | 10-8   | 37-14  |
| 2  | Hans Gildemeister          | 23-6      | 13-6   | 36-12  |
| 3  | Patricio Cornejo           | 23-22     | 11-18  | 34-40  |
| 4  | Nicolás Massú              | 22-12     | 10-12  | 32-24  |
| 5  | Jaime Fillol               | 22-26     | 9-16   | 31-42  |
| 6  | Fernando González          | 20-7      | 11-6   | 31-13  |
| 7  | Marcelo Ríos               | 25-10     | 3-7    | 28-17  |
| 8  | Ricardo Acuña              | 14-13     | 9-5    | 23-18  |
| 9  | Nicolás Jarry              | 15-11     | 7-5    | 22-16  |
| 10 | Pedro Rebolledo            | 19-11     | 1-1    | 20-12  |
| 11 | Patricio Rodríguez         | 18-17     | 1-8    | 19-25  |
| 12 | Cristian Garín             | 16-17     | 1-1    | 17-18  |
| 13 | Paul Capdeville            | 11-12     | 4-4    | 15-16  |
| 14 | Jaime Pinto-Bravo          | 11-8      | 4-5    | 15-13  |
| 15 | Belus Prajoux              | 7-3       | 8-5    | 15-8   |
| 16 | Ernesto Aguirre            | 4-7       | 7-8    | 11-15  |
| 17 | Gabriel Silberstein        | 8-6       | 3-3    | 11-9   |
| 18 | Hans Podlipnik-Castillo    | 3-2       | 8-4    | 11-6   |
| 19 | Andrés Hammersley          | 6-9       | 4-4    | 10-13  |
| 20 | Alejandro Tabilo           | 5-6       | 4-6    | 9-12   |
| 21 | Ricardo Balbiers           | 7-4       | 2-2    | 9-6    |
| 22 | Gonzalo Lama               | 8-3       | 1-0    | 9-3    |
| 23 | Jorge Aguilar              | 4-1       | 4-6    | 8-7    |
| 24 | Hermes Gamonal             | 3-5       | 4-1    | 7-6    |
| 25 | Sergio Cortés              | 5-5       | 2-0    | 7-5    |
| 26 | José Antonio Fernández     | 7-4       | 0-0    | 7-4    |
| 27 | Adrián García              | 4-3       | 2-2    | 6-5    |
| 28 | Marcelo Tomás Barrios Vera | 1-3       | 4-10   | 5-13   |
| 29 | Robinson Ureta             | 3-5       | 0-0    | 3-5    |

| #  | Tennista                    | Singolare | Doppio | Totale |
| -- | --------------------------- | --------- | ------ | ------ |
| 30 | Luis Torralva Ponsa         | 2-2       | 1-1    | 3-3    |
| 31 | Gerardo Vacarezza           | 1-2       | 2-1    | 3-3    |
| 32 | Álvaro Fillol               | 1-0       | 2-1    | 3-1    |
| 33 | Juan Carlos Sáez            | 3-0       | 0-0    | 3-0    |
| 34 | Marcelo Taverne             | 0-6       | 2-1    | 2-7    |
| 35 | Felipe Rivera               | 1-3       | 1-1    | 2-4    |
| 36 | Óscar Bustos                | 1-1       | 1-2    | 2-3    |
| 37 | Elías Deik                  | 2-2       | 0-0    | 2-2    |
| 38 | Patricio Apey               | 2-2       | 0-0    | 2-2    |
| 39 | Egon Schonherr              | 1-1       | 1-1    | 2-2    |
| 40 | Salvador Deik               | 1-1       | 1-1    | 2-2    |
| 41 | Omar Pabst                  | 1-1       | 1-1    | 2-2    |
| 42 | Domingo Torralva Ponsa      | 0-4       | 1-1    | 1-5    |
| 43 | Cristian Araya              | 0-0       | 1-2    | 1-2    |
| 44 | Diego Fernandez Flores      | 1-0       | 0-0    | 1-0    |
| 45 | Julio Peralta               | 0-0       | 1-0    | 1-0    |
| 46 | Juan Pablo Queirolo         | 0-4       | 0-2    | 0-6    |
| 47 | Guillermo Hormazábal        | 0-3       | 0-0    | 0-3    |
| 48 | Marcelo Rebolledo           | 0-0       | 0-3    | 0-3    |
| 49 | Matías Soto                 | 0-0       | 0-2    | 0-2    |
| 50 | Lionel Page                 | 0-1       | 0-0    | 0-1    |
| 51 | Daniel Achondo              | 0-1       | 0-0    | 0-1    |
| 52 | Francisco Musalem           | 0-1       | 0-0    | 0-1    |
| 53 | Cristóbal Saavedra-Corvalán | 0-1       | 0-0    | 0-1    |
| 54 | Guillermo Rivera-Aránguiz   | 0-1       | 0-0    | 0-1    |
| 55 | Roberto Conrads             | 0-0       | 0-1    | 0-1    |
| 56 | Herbert Müller              | 0-0       | 0-1    | 0-1    |
| 57 | Carlos San Hueza            | 0-0       | 0-1    | 0-1    |

## Andamento
La seguente tabella riflette l'andamento della squadra dal 1990 ad oggi.
| Pos.           | 90 | 91 | 92 | 93 | 94 | 95 | 96 | 97 | 98 | 99 | 00 | 01 | 02 | 03 | 04 | 05 | 06 | 07 | 08 | 09 | 10 | 11 | 12 | 13 | 14 | 15 | 16 | 17 | 18 | 19 | 21 | 22 | 23 | 24 |
| -------------- | -- | -- | -- | -- | -- | -- | -- | -- | -- | -- | -- | -- | -- | -- | -- | -- | -- | -- | -- | -- | -- | -- | -- | -- | -- | -- | -- | -- | -- | -- | -- | -- | -- | -- |
| Campione       |    |    |    |    |    |    |    |    |    |    |    |    |    |    |    |    |    |    |    |    |    |    |    |    |    |    |    |    |    |    |    |    |    |    |
| Finalista      |    |    |    |    |    |    |    |    |    |    |    |    |    |    |    |    |    |    |    |    |    |    |    |    |    |    |    |    |    |    |    |    |    |    |
| SF             |    |    |    |    |    |    |    |    |    |    |    |    |    |    |    |    |    |    |    |    |    |    |    |    |    |    |    |    |    |    |    |    |    |    |
| QF             |    |    |    |    |    |    |    |    |    |    |    |    |    |    |    |    |    |    |    |    |    |    |    |    |    |    |    |    |    |    |    |    |    |    |
| OF             |    |    |    |    |    |    |    |    |    |    |    |    |    |    |    |    |    |    |    |    |    |    |    |    |    |    |    |    |    |    |    |    |    |    |
| Qualificazioni | x  | x  | x  | x  | x  | x  | x  | x  | x  | x  | x  | x  | x  | x  | x  | x  | x  | x  | x  | x  | x  | x  | x  | x  | x  | x  | x  | x  | x  |    |    |    |    |    |
| Gruppo I       |    |    |    |    |    |    |    |    |    |    |    |    |    |    |    |    |    |    |    |    |    |    |    |    |    |    |    |    |    |    |    |    |    |    |
| Gruppo II      |    |    |    |    |    |    |    |    |    |    |    |    |    |    |    |    |    |    |    |    |    |    |    |    |    |    |    |    |    |    |    |    |    |    |
| Gruppo III     | x  | x  |    |    |    |    |    |    |    |    |    |    |    |    |    |    |    |    |    |    |    |    |    |    |    |    |    |    |    |    |    |    |    |    |
| Gruppo IV      | x  | x  | x  | x  | x  | x  | x  |    |    |    |    |    |    |    |    |    |    |    |    |    |    |    | x  | x  | x  | x  | x  | x  | x  | x  | x  | x  | x  | x  |

Legenda
- Campione: La squadra ha conquistato la Coppa Davis.
- Finalista: La squadra ha disputato e perso la finale.
- SF: La squadra è stata sconfitta in semifinale.
- QF: La squadra è stata sconfitta nei quarti di finale.
- OF: La squadra è stata sconfitta negli ottavi di finale (1º turno). Dal 2019 sostituito dal Round Robin.
- Qualificazioni: La squadra è stata sconfitta al turno di qualificazione. Istituito nel 2019.
- Gruppo I: La squadra ha partecipato al Gruppo I della propria zona di appartenenza.
- Gruppo II: La squadra ha partecipato al Gruppo II della propria zona di appartenenza.
- Gruppo III: La squadra ha partecipato al Gruppo III della propria zona di appartenenza.
- Gruppo IV: La squadra ha partecipato al Gruppo IV della propria zona di appartenenza.
- x: Ove presente, la x indica che in quel determinato anno, il Gruppo in questione non è esistito.